# 猪苗代警察署
猪苗代警察署（いなわしろけいさつしょ）は、福島県警察が管轄する警察署の一つである。

## 管轄区域
- 耶麻郡猪苗代町、磐梯町、北塩原村（大塩地区・北山地区を除く）

## 所在地
- 福島県耶麻郡猪苗代町字梨木西100-1

## 組織
- 署長－警視
- 次長－警部
  - 警務係
  - 総合相談係
  - 庶務係
- 刑事生活安全課
  - 捜査係
  - 生活安全係
- 地域交通課
  - 交通係
  - 地域係

## 交番
なし

## 駐在所

### 猪苗代町
- 吾妻駐在所 - 耶麻郡猪苗代町大字蚕養字樋ノ口前乙235-1
- 月輪駐在所 - 耶麻郡猪苗代町大字壺楊字前田211-4
- 長瀬駐在所 - 耶麻郡猪苗代町大字川桁字長町3488-1

### 磐梯町
- 磐梯駐在所 - 耶麻郡磐梯町大字磐梯字中ノ橋1843-2

### 北塩原村
- 裏磐梯駐在所 - 耶麻郡北塩原村大字桧原字剣ケ峯1093-731